# 구리미쇼촌
구리미쇼촌(栗見荘村)은 시가현 간자키군에 설치되었던 촌이다.